# Bundesratswahl 1929
Durch den Tod von Bundesrat Karl Scheurer (FDP) am 14. November 1929 und den Rücktritt von Bundesrat Robert Haab (FDP) aus gesundheitlichen Gründen kam es am 12. Dezember 1929 zu einer Ersatzwahl in den Bundesrat. Mit der Wahl von Rudolf Minger wurde erstmals ein Mitglied der Bauern-, Gewerbe- und Bürgerpartei (BGB) in den Bundesrat gewählt. Die im Bundesrat stark übervertretene FDP gab mit der Wahl von Rudolf Minger unfreiwillig einen ihrer Bundesratssitze ab. In einer Kampfwahl konnte sich Albert Meyer durchsetzen und den Sitz der FDP in der 2. Ersatzwahl halten.

## Detailergebnisse der Ersatzwahl für Karl Scheurer, FDP

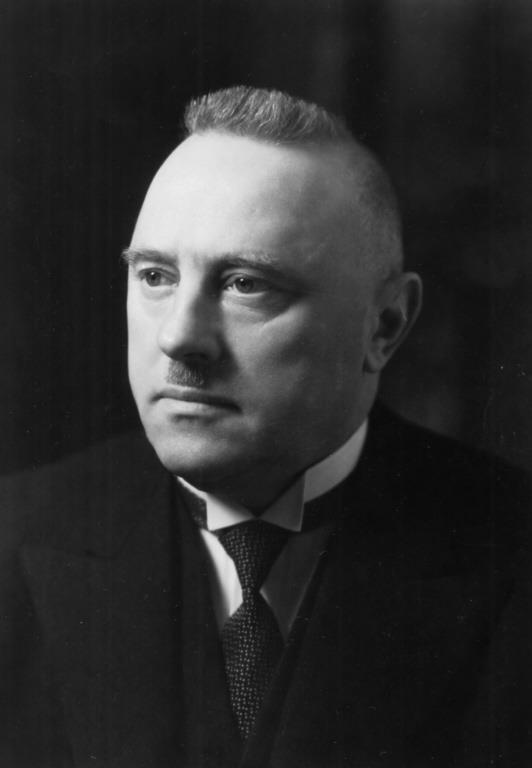
Rudolf Minger (ca. 1930)

Rudolf Minger Bauern-, Gewerbe- und Bürgerpartei (BGB) wurde bereits im 1. Wahlgang gewählt. Er war danach von 1930 bis 1940 Vorsteher des Militärdepartements. Der unterlegene Hermann Schüpbach (FDP) konnte somit den Sitz der FDP nicht verteidigen.
|                         | 1. Wahlgang |
| ----------------------- | ----------- |
| ausgeteilte Wahlzettel  | 240         |
| eingegangene Wahlzettel | 239         |
| leer/ungültig           | 6/1         |
| gültig Total            | 232         |
| absolutes Mehr          | 117         |
| Rudolf Minger           | 148         |
| Hermann Schüpbach       | 57          |
| Verschiedene            | 27          |

### Detailergebnisse der Ersatzwahl für Robert Haab, FDP

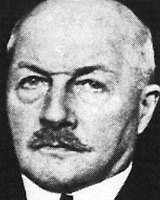
Albert Meyer

Die zweite Ersatzwahl war umstrittener. Die beiden Flügel der Zürcher FDP hatten sich nicht auf eine Einzelkandidatur einigen können. Daher traten Albert Meyer und Oskar Wettstein zur Wahl an. Und der Sozialdemokrat Emil Klöti versuchte es Rudolf Minger gleichzutun und erstmals einen Bundesratssitz für seine Partei zu erobern. Erst im 4. Wahlgang konnte sich Albert Meyer durchsetzen. Vor dem 4. Wahlgang hatte er erklärt, die Wahl nicht annehmen zu wollen, und gab erst einen Tag später nach.
| Kandidaten              | Kandidaten              | 1. Wahlgang | 2. Wahlgang | 3. Wahlgang | 4. Wahlgang |
| ----------------------- | ----------------------- | ----------- | ----------- | ----------- | ----------- |
| Albert Meyer            | Albert Meyer            | 81          | 88          | 107         | 112         |
| Oskar Wettstein         | Oskar Wettstein         | 91          | 87          | 66          | 87          |
| Emil Klöti              | Emil Klöti              | 60          | 60          | 63          | 0           |
| Andere                  | Andere                  | 3           | 1           | 0           | 0           |
| Ausgeteilte Wahlzettel  | Ausgeteilte Wahlzettel  | 240         | 238         | 238         | 237         |
| Eingegangene Wahlzettel | Eingegangene Wahlzettel | 238         | 238         | 238         | 235         |
| Ungültige Wahlzettel    | Ungültige Wahlzettel    | 0           | 0           | 0           | 19          |
| Leere Wahlzettel        | Leere Wahlzettel        | 3           | 2           | 2           | 17          |
| Gültige Wahlzettel      | Gültige Wahlzettel      | 235         | 235         | 236         | 199         |
| Absolutes Mehr          | Absolutes Mehr          | 118         | 119         | 119         | 100         |